# Christine Butegwa
Christine Butegwa es una feminista, escritora, empresaria y activista de género y desarrollo afincada en Uganda. Es autora del libro titulado, The Mighty Angwech and More: Female Legends from Ugandan folklore. Christine es diseñadora de interiores y fue directora de Rukundo Design Décor. En 2002, coprodujo el vídeo A Tale of Ten Years: The Experience of Women and Gender Studies, Makerere University with Murerwa Rian. Actualmente es fundadora y directora ejecutiva de Jabali Consulting Ltd, una consultora panafricana de género y desarrollo con sede en Kampala, Uganda.

## Trayectoria
Butegwa ha luchado por los derechos de las mujeres desde siempre, fue exalumna del African Women’s Leadership Institute (AWLI), espacio en el que abrazó completamente su identidad e ideología como joven feminista africana.
Trabajó en Akina Mama wa Afrika (AMwA) como Coordinadora Regional para África, coordinó el Instituto de Liderazgo de la Mujer Africana, ejerciendo presión y abogando a nivel nacional, regional e internacional, promoviendo la epistemología feminista en África, la creación de redes y la construcción de movimientos feministas, y posteriormente fue Directora Ejecutiva en funciones de AMwA. También fue Asesora de Género, Derechos y Defensa Política en la Oficina Regional para África de la Federación Internacional de Planificación Familiar (IPPF), con sede en Nairobi (Kenia).  Trabajó en la Red de Mujeres Africanas para el Desarrollo y la Comunicación (FEMNET). Sus principales áreas de interés son promover el desarrollo, la igualdad y apoyar los Derechos Humanos de las mujeres en África a través de la defensa, la formación y la comunicación.
Mientras estuvo en AMwA,  se opuso, en nombre de la organización, al proyecto de ley contra los homosexuales de Uganda.